# Altmühl
De Altmühl is een rivier in de Duitse deelstaat Beieren van ongeveer 227 kilometer lang. Het is een zijrivier van de Donau.

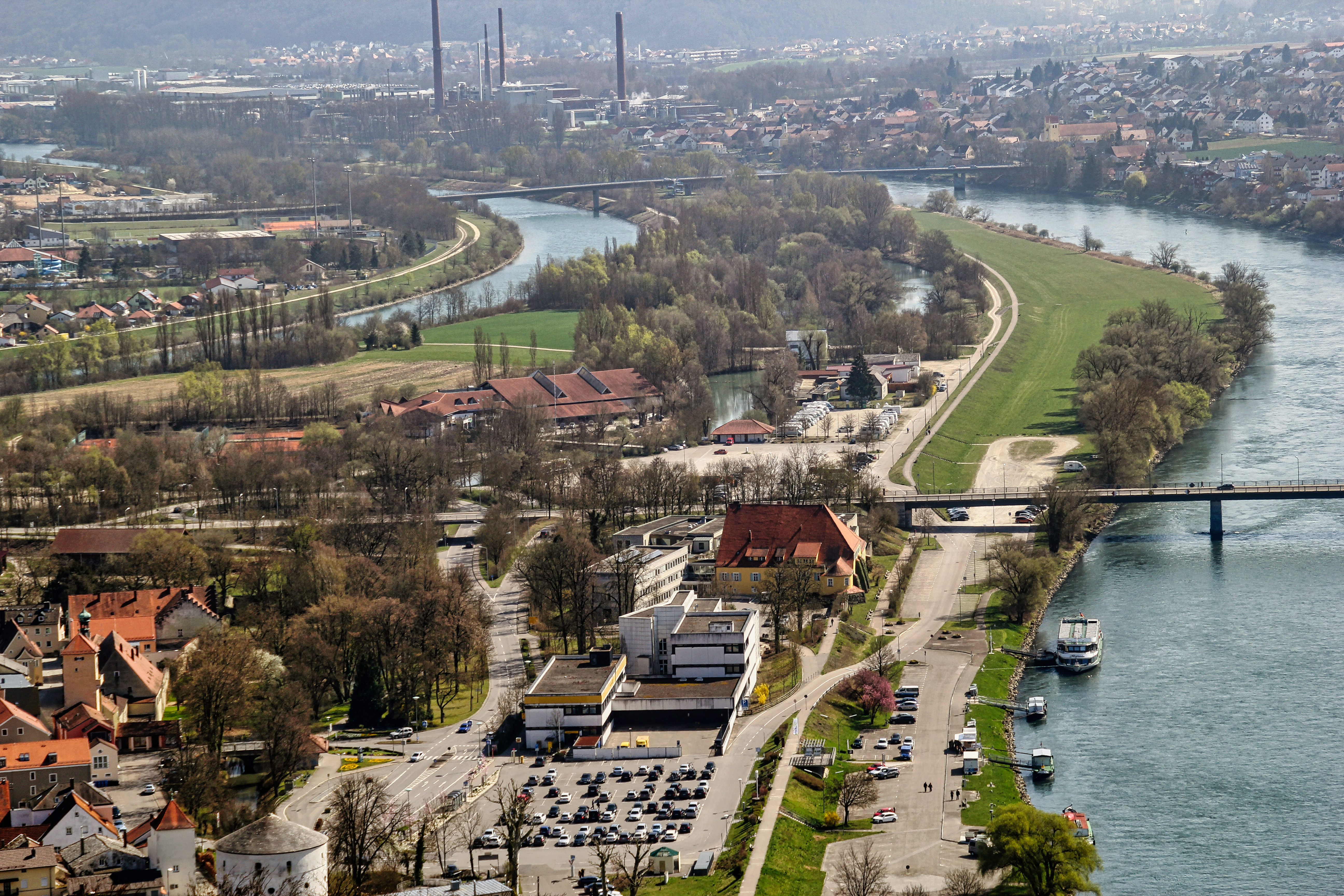
Monding van de Altmühl in de Donau te Kelheim
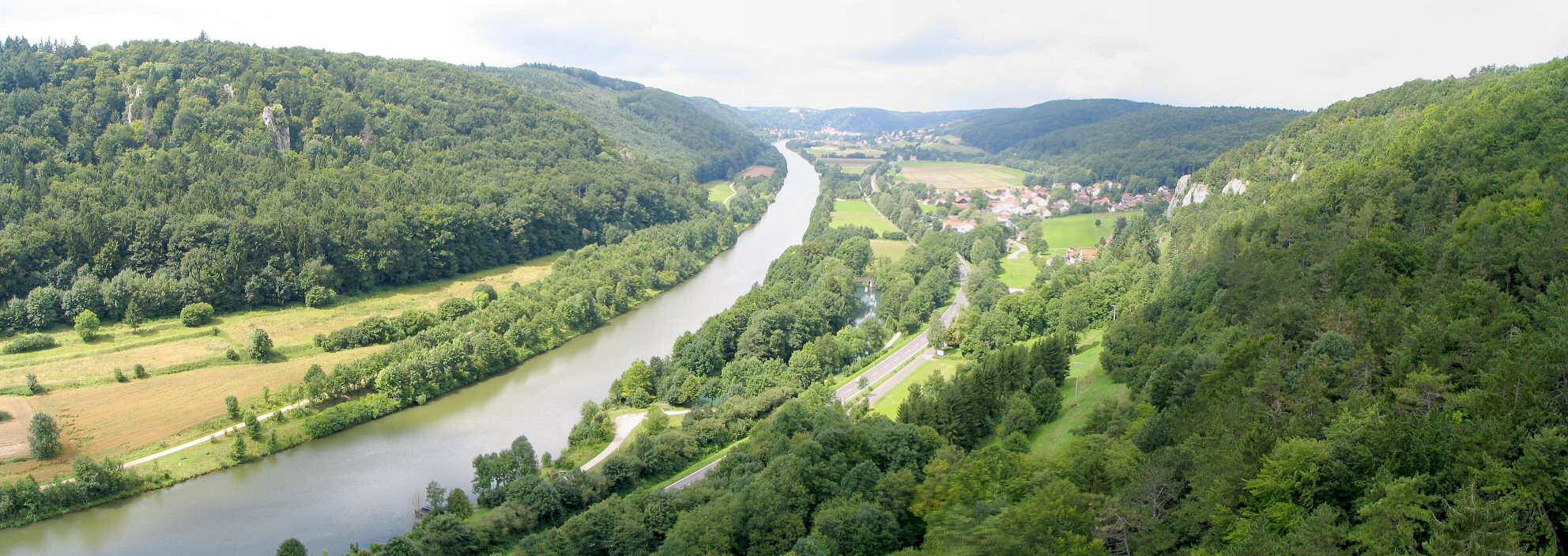
De gekanaliseerde Altmühl tussen Dietfurt en Kelheim

De Altmühl ontspringt ten noordwesten van Ansbach en stroomt richting het zuidoosten naar de Altmühlsee bij Gunzenhausen. Vanaf daar stroomt de Altmühl verder langs plaatsen als Treuchtlingen, Pappenheim,  Eichstätt en Beilngries. Vanaf Dietfurt is de Altmühl gekanaliseerd en maakt ze deel uit van het Main-Donaukanaal. Bij Kelheim stroomt de Altmühl in de Donau. 
Volgens sommige Duitse instanties stroomt de rivier na 227 km op 339 m hoogte uit in de Donau, volgens andere na 192 km op 355 m  hoogte in het Main-Donaukanaal.
De Altmühl heeft talrijke zijbeken. De Schwarzach, een linker zijbeek die bij Kinding in de Altmühl uitmondt, is met 53 km verreweg de langste daarvan.

## Toerisme
De rivier stroomt door een schilderachtig dal met o.a. krijtrotsen en (ruïnes van) diverse kastelen. Een gedeelte van dit dal vormt een nationaal park, het Naturpark Altmühltal.
De Altmühl is geliefd bij kanovaarders, ook voor meerdaagse tochten. Langs de rivieroevers is een 241 km lange fietsroute uitgezet, die echter een omweg maakt langs Rothenburg ob der Tauber. Daarnaast zijn er talrijke wandelroutes uitgezet, waaronder één, die de Romeinse Limes volgt. 
In de talrijke kalksteengroeven in en rondom het gebied zijn in het verleden talrijke fossielen uit de geologische periode Krijt  opgegraven. 
Mede voor gezinnen met kinderen is ten noorden van Denkendorf in 2016 een Dinosaurier-Museum opgericht, gewijd aan dinosauriërs. In een tentoonstellingshal staan o.a. skeletten opgesteld  van een jonge tyrannosaurus rex en een archaeopteryx. Langs een 1,5 km lange wandelroute staan talrijke replica's van dinosauriërs opgesteld.
- Gemeinsame Normdatei: 4001540-3
- Library of Congress Control Number: sh85003938
- Nationale Bibliotheek van Israël: 987007294751805171
- Virtual International Authority File: 241407380